# Prevlaka
 Ovo je glavno značenje pojma Prevlaka. Za druga značenja pogledajte Prevlaka (razdvojba).
Prevlaka je poluotok u Hrvatskoj na ulazu u Boku kotorsku u južnoj Dalmaciji. Nalazi se u jugoistočnome dijelu Konavala uz mjesto Vitaljinu za čiji je morski greben vezana 170 metara širokom i 3 do 4 metara (nadmorske visine) visokom kopnenom spojnicom koja se također naziva Prevlaka. Najviša točka te spojnice je 8,2 metara.
Od uskog spoja s kopnom do krajnje točke poluotoka – rta Oštra ima 2,5 km.
Rt Oštra, iako nije najjužnija točka Republike Hrvatske, najjužnija je točka kopna.
Najjužnija točka Republike Hrvatske je otok Galijula u skupini palagruških otoka.
Ranije se Prevlaka nazivala Ponta Oštra, ili samo Oštra prema nazivu rta, a prevlakama se nazivaju i dvije uvale oko morskoga grebena kojim je vezana za Vitaljinu. Nastavak tog grebena naziva se Obora i najviše je visine 187 metara.
Po nazivu rta Oštra naziva se i tjesnac Oštra koga još zovu Bokokotorska vrata, široka 1,25 do 3 km.
Površina poluotoka iznosi 93,33 hektara.
Poluotok i njegovo neposredno okružje postalo je predmet spora između Savezne Republike Jugoslavije i Republike Hrvatske.
Spor je u postupku rješavanja između Hrvatske i Crne Gore kao nasljednice privremenoga režima uspostavljenog temeljem Protokola o Prevlaci iz 2002.

## Zemljopis
Zemljopisna posebnost Prevlake je u tome što je ona dio Bokokotorskog zaljeva, jedinstvenog fjordovskog fenomena. Kao uska i izdužena kopnena prepreka, Prevlaka zatvara zapadnu stranu ulaza u zaljev pružajući mu zaštitu od najezde visokih valova s otvorene pučine Jadrana.

### Promet
U sklopu utvrde na rtu Oštra je svjetionik, postaja za odašiljanje znakova i vojne kućice.
Na vrhu Prevlake nalazi se pristanište za brodice i lučica.
Do rta Oštra vodi cesta kroz cijelu Prevlaku.

## Povijest
Povijest Prevlake ujedno je povijest Konavala i povijest Dubrovačke Republike te zbog geoprostornih razloga Boke kotorske.
Dubrovačka Republika otkupila je 24. lipnja 1419. od Sandalja Hranića Velikoga istočni dio Konavala odnosno prostor od sela Popovići prema utvrdi Soko te prostor Sutorine do rta Oštra na ulasku u Bokokotorski zaljev.
Do 1426. kupljen je zapadni dio Konavala.
Zbog pogodnosti za pomorski prijevoz i strateškog položaja s kojeg se nadzire ulaz i izlaz u Bokokotorski zaljev za vrijeme austrijske vlasti 1850-ih izgrađene su obrambene utvrde. Jedna na samom rtu Oštra, a druga na Mamuli (Lastavica, Velika žanjica), ostale su dobro sačuvane sve do današnjih dana. Utvrda na Prevlaci je nakon kapitulacije Italije 1943. pretrpjela udarce koji su vidljivi i danas.
Utvrde su sagrađene na prijedlog Lazara Mamule, časnika u austrijskoj vojsci, po kome je otočić dobio jedno od svojih imena.

### Prevlaka i njeno okružje u Domovinskome ratu
Temeljem sporazuma potpisanog u Ženevi 30. rujna 1992. nakon jednogodišnjega srbijansko-crnogorskoga zaposjednuća (u okupaciji nije sudjelovala samo JNA, nego i postrojbe crnogorske teritorijalne obrane) njihove jedinice napustile su Konavle. Poluotok Prevlaku i okolicu posljednji jugoslavenski vojnik napustio je 20. listopada 1992. u 20 sati i 30 minuta.
Odaslanstvo promatrača Ujedinjenih naroda u Prevlaci (UNMOP) započelo je sa svojim djelovanjem 1. veljače 1996., iako su vojni promatrači OUN-a raspoređeni na područje Prevlake i njezina okružja još od 15. listopada 1992. zajedno s Motriteljskim odaslanstvom Europske zajednice.
Odaslanstvo je bilo zaduženo za područje poluotoka Prevlake i okolice u Hrvatskoj te susjedna područja u Crnoj Gori (koja je tada bila dio Savezne Republike Jugoslavije).
Sjedište UNMOP-a bilo je u Cavtatu, a kao glavni vojni promatrač služili su:
- pukovnik Göran Gunnarsson - (Švedska)
- pukovnik Harold Mwakio Tangai - (Kenija)
- pukovnik Graeme Williams - (Novi Zeland)
- pukovnik Rodolfo Sergio Mujica - (Argentina)

15. prosinca 2002. Vijeće sigurnosti donijelo je odluku o prekidu ovlasti Ujedinjenih naroda nad područjem Prevlake i okružja te njegovoga ponovnog uključenja u sastav Hrvatske. Pet dana kasnije povukli su se vojni promatrači i ukinuto je Odaslanstvo promatrača Ujedinjenih naroda na Prevlaci.

### Budućnost Prevlake i njezina okružja
Otočić Mamula se nalazi se pod upravom Crne Gore. Visine je 16 metara, nalazi se na sredini tjesnaca Oštra, bliže crnogorskoj obali.
Očekuje se da će se nakon osamostaljenja Crne Gore postići dogovor o trajnoj granici koji će ukinuti privremeni režim uz južnu granicu dviju država. Protokolom je dogovorena mjerodavnost Hrvatske na kopnu jugozapadno od Konfina, a Crne Gore sjeverno od istoga; gdje prestaje kopnena granica dviju država, a počinje granica na moru.
Dogovoreno je postojanje razvojačenoga područja 3 km u dubinu kopnene granice za Crnu Goru, a 5 km za Hrvatsku isključujući cestu za Molunat kao i samo mjesto.
Protokolom je predviđeno da se svake godine trajanja sporazuma - od 1. travnja do 31. listopada - sjeverno od crte koja spaja rt Žiganat i rt Veslo i južno od crte koja spaja rt Kobila i rt Kabala (Đurov kam) ne obavlja carinska i policijska granička kontrola uz pravo pristupa pripadajućim obalama, uz uvjet da istoga dana napuštaju područje.

## Naziv poluotoka
Poluotok je dobio sadašnji naziv prema činjenici da je dvjema uvalama spojen s kopnom, a uvalama je naziv Prevlaka, ne obratno. Talijanski naziv bio je Pellegrino. Naziv rta Oštra bio je Punta di Pellegrino detta Ostra.
Rječju prevlaka uobičajeno se označava uzak kopneni pojas koji spaja dva kontinenta ili otok s kopnom, a čijim probijanjem nastaju prijevozno važni kanali. To u ovome slučaju nije od značaja.

## Biljne i životinjske vrste
Uz zimzelene šume i šikare značajne su i vrste mediteranskog šibljaka poznatog kao makija. Također niski zeleni pokrov stručnoga naziva garig koji podnosi uvjete vjetra, posolice i suše. Površine pod rogačem i maslinama koriste se za gospodarski uzgoj.
Od ptica se spominju fazani, a od zvjeradi divlja svinja, čagalj i jazavac. Kao i drugdje na jadranskoj obali, nazočni su gušteri.

## Zanimljivost
Jugoslavenska vojska na širem području izgradila je vojnu bazu s podzemnim prolazima koja je preko 50 godina bila skrivena od očiju javnosti.

## Vanjske poveznice
|  | Zajednički poslužitelj ima još gradiva o temi Prevlaka |